# Оранжевокоремно треварче
Оранжевокоремно треварче (Neophema chrysogaster) е вид птица от семейство Psittaculidae. Видът е критично застрашен от изчезване.

## Разпространение и местообитание
Разпространен е в Австралия.